# Ypthima corticaria
Ypthima corticaria är en fjärilsart som beskrevs av Butler 1876. Ypthima corticaria ingår i släktet Ypthima och familjen praktfjärilar. Inga underarter finns listade i Catalogue of Life.